# 張麟徵
張麟徵（1939年—），生於中華民國重慶，籍貫浙江平湖，政治學者，專長於國際關係與國際法，為國立台灣大學政治學系榮譽教授。

## 生平
在國共內戰中，1949年，與父母，隨中華民國政府來到台灣。
1961年，取得台灣大學法律系學士學位。1963年獲法國政府獎學金，至法國留學。1966年，取得巴黎大學國際法博士學位。回到台灣，任教於台灣大學政治系。
1994年開始參與兩岸學術會議，推動中國統一。1997年曾參與組織「諍社」，反對李登輝總統修憲凍省。
2002年，在許歷農的號召下，以諍社成員為基礎，成立民主團結聯盟，推動連宋配。
支持中國和平統一，希望台灣民眾接受一國兩制。

## 家庭
其夫黃秀日（1936—2010年），1963年兩人同為留學生，赴法國留學時在巴黎認識，1966年結婚。黃秀日進入中華民國外交部服務，曾任禮賓司長、教廷大使、外交部次長。1996年申請退休。

## 著作
《近代國際關係史》、《歧路上的台灣》、《硬拗--唯我獨尊的兩岸政策》、《泥淖與新機—台灣政治與兩岸關係》、《關鍵時刻》。

## 外部連結
- 黃智賢《張麟徵 中國在，中國夢才能實現》  （页面存档备份，存于）